# لانا تيرنر
لانا تيرنر (بالإنجليزية: Lana Turner)‏ (8 فبراير 1921 - 29 يونيو 1995) ممثلة سينمائية أمريكية شتهرت بكونها رمزا للإثارة في عصرها. اشتهرت لانا تيرنر بأسلوبها الإغوائي اللعوب التي طبعت معظم أدوارها. حياتا الخاصة كانت عاصفة أيضا بجميع أنواع الحب والعلاقات، تزوجت سبع مرات واشتهرت أيضا بجريمة القتل التي قامت بها ابنتها بقتل أحد عشاق أمها وهو جوني ستامبناتو.

## قائمة الأفلام
- مولد نجم (1937)
- They Won't Forget (1937)
- Topper (1937)
- The Great Garrick (1937)
- مغامرات ماركو بولو (1938)
- Love Finds Andy Hardy (1938)
- The Chaser (1938) (scenes deleted)
- Four's a Crowd (1938)
- رجل غني، فتاة فقيرة (1938)
- Dramatic School (1938)
- Calling Dr. Kildare (1939)
- These Glamour Girls (1939)
- Dancing Co-Ed (1939)
- Two Girls on Broadway (1940)
- We Who Are Young (1940)
- فتاة زيغفيلد (1941)
- دكتور جيكل ومستر هايد (1941)
- هونكي تونك (1941)
- جوني إيجر (1942)
- سأجدك في مكان ما (1942)
- Strictly G.I. (1943) (short subject)
- The Youngest Profession (1943) (Cameo)
- Slightly Dangerous (1943)
- Show Business at War (1943) (short subject)
- Du Barry Was a Lady (1943) (Cameo)
- Marriage Is a Private Affair (1944)
- Keep Your Powder Dry (1945)
- Week-End at the Waldorf (1945)
- The Postman Always Rings Twice  [لغات أخرى]‏ (1946)
- جرين دولفين ستريت (1947)
- Cass Timberlane (1947)
- Homecoming (1948)
- الفرسان الثلاثة (1948)
- A Life of Her Own (1950)
- Mr.Imperium (1951)
- الأرملة الطروب (1952)
- السيء والجميلة (1953)
- Latin Lovers (1953)
- The Flame and the Flesh (1954)
- بيتريد (1954)
- The Prodigal (1955)
- The Sea Chase (1955)
- The Rains of Ranchipur (1955)
- ديان (1956)
- موضع بايتون (1957)
- The Lady Takes a Flyer (1958)
- وقت آخر، مكان آخر (1958)
- Imitation of Life  [لغات أخرى]‏ (1959)
- Portrait in Black (1960)
- By Love Possessed (1961)
- Bachelor in Paradise (1961)
- Who's Got the Action? (1962)
- Love Has Many Faces (1965)
- Madame X (1966)
- The Big Cube (1969)
- اضطهاد (1974)
- Bittersweet Love (1976)
- Witches' Brew (1980)
- Thwarted (1991)

## روابط خارجية
- لانا تيرنر على موقع IMDb (الإنجليزية)
- لانا تيرنر على موقع الموسوعة البريطانية (الإنجليزية)
- لانا تيرنر على موقع روتن توميتوز (الإنجليزية)
- لانا تيرنر على موقع مونزينجر (الألمانية)
- لانا تيرنر على موقع ألو سيني (الفرنسية)
- لانا تيرنر على موقع تيرنر كلاسيك موفيز (الإنجليزية)
- لانا تيرنر على موقع أول موفي (الإنجليزية)
- لانا تيرنر على موقع قاعدة بيانات الأفلام السويدية (السويدية)
- لانا تيرنر على موقع إن إن دي بي (الإنجليزية)
- لانا تيرنر على موقع قاعدة بيانات الفيلم (الإنجليزية)